# Motocannoniera convertibile
Le motoconvertibili sono state delle unità litoranee d'attacco veloci della Marina Militare italiana che hanno prestato servizio tra la fine degli anni cinquanta e l'inizio degli anni ottanta. Si trattava di unità versatili da impiegare, mediante una rapida conversione dell'armamento, in funzione di quattro versioni: cannoniera, cannoniera/silurante e posamine. L'armamento poteva includere cannoni da 40/70 mm e/o tubi lanciasiluri in diverse configurazioni, che potevano essere modificate, passando da una configurazione all'altra, con poche ore di preavviso.
La prima di questo tipo di unità fu la Folgore, costruita nel cantiere di Monfalcone, il cui armamento non poteva definirsi completamente convertibile, in quanto la diversa predisposizione operativa non contemplava il momentaneo sbarco di armi ed attrezzature, fattore che si rifletteva negativamente in fase d'impiego, sul dislocamento e con l'ingombro del ponte. La configurazione motocannoniera e motosilurante non contemplava l'imbarco di mine da fondo, mentre nella configurazione motocannoniera e posamine non venivano imbarcati i siluri.
Le prime unità veramente convertibili di nuova progettazione furono quelle della classe Lampo cui seguirono quelle della classe Freccia che imbarcando tramogge scaricabombe antisommergibile potevano svolgere anche compiti di vedetta antisommergibile.
Vennero anche riconfigurate come motoconvertibili le motosiluranti CRDA, note con la sigla per essere state realizzate dalla CRDA, i Cantieri Riuniti dell'Adriatico negli stabilimenti di Monfalcone usate come mezzi d'assalto dalla Regia Marina durante la seconda guerra mondiale e derivate delle schnellboote tedesche del tipo Lürssen. Le unità superstiti entrarono a far parte della Marina Militare e alcune di queste vennero riammodernate e riallestite come motoconvertibili, l'ultima delle quali posta in disarmo nel 1979.
Le motoconvertibili vennero sostituite dagli aliscafi lanciamissili della Classe Nibbio.

## Armamento
L'armamento poteva includere cannoni da 40/70 mm e/o tubi lanciasiluri da 533 mm in diverse configurazioni, che potevano essere modificate, passando da una configurazione all'altra, con poche ore di preavviso in relazione al tipo di missione che poteva essere affidato a queste unità:

### Classe Lampo
Motocannoniera
- 3 cannoni singoli da 40/70 mm
- 2 cannoni singoli da 40/70 mm; 1 lanciarazzi da 105 mm

Motosilurante
- 1 cannone singolo da 40/70 mm; 4 tubi lanciasiluri

Posamine
- 1 cannone singolo da 40/70 mm; ferroguide per 8 mine di profondità

### Classe Freccia
Motocannoniera
- 3 cannoni singoli da 40/70 mm
- 2 cannoni singoli da 40/70 mm; 1 lanciarazzi da 105 mm

Motosilurante
- 1 cannone singolo da 40/70 mm; 4 tubi lanciasiluri tipo Bargiacchi collocati nella zona di centro-poppa[1]

Motocannoniera/Motosilurante
- 2 cannoni singoli da 40/70 mm; 2 tubi lanciasiluri

Vedetta antisommergibile
- 2 cannoni singoli da 40/70 mm; 2 tramogge scaricabombe antisommergibile

Posamine
- 1 cannone singolo da 40/70 mm; 8-14 mine da fondo, sistemate su carrelli a perdere e sganciabili a poppa per mezzo di due ferroguide

### CRDA
Motocannoniera

- 2 cannoni da 40/56

Motosilurante

- 1 cannone da 40/56
- 2 siluri da 450 mm

Posamine

- 1 cannone da 40/56
- 8 mine da fondo